# Liste des circonscriptions électorales du Yorkshire de l'Ouest
Le comté cérémoniel du Yorkshire de l'Ouest et divisé en 22 Circonscription électorale: 12 borough constituencies et 10 county constituencies.

## 2017 circonscription
(part) signifies that only part of a ward is located in the constituency.
| Nom                                     | Électeur | Majorité | Membre du Parlement | Membre du Parlement | Opposition | Opposition           | Circonscriptions électorales, | Map |
| --------------------------------------- | -------- | -------- | ------------------- | ------------------- | ---------- | -------------------- | ----------------------------- | --- |
| Batley and Spen CC                      | 80,161   | 8,961    |                     | Tracy Brabin ‡      |            | Ann Myatt†           |                               | A medium-sized constituency located in the centre of the county. |
| Bradford East BC                        | 70,389   | 20,540   |                     | Imran Hussain‡      |            | Mark Trafford†       |                               | A medium-sized constituency located in the south east of the county. |
| Bradford South BC                       | 67,752   | 6,700    |                     | Judith Cummins‡     |            | Tanya Graham†        |                               | A medium-sized constituency, located to the north of the centre of the county. It is entirely bounded by other constituencies in the county.                                      |
| Bradford West BC                        | 67,568   | 21,902   |                     | Naz Shah‡           |            | George Grant†        |                               | A medium-to-large constituency, located in the southeast of the county. |
| Calder Valley CC                        | 79,045   | 609      |                     | Craig Whittaker†    |            | Joshua Fenton-Glynn‡ |                               | A small constituency, located in the centre of the county, to the east of two other small constituencies.                                                                         |
| Colne Valley CC                         | 84,387   | 978      |                     | Thelma Walker‡      |            | Jason McCartney†     |                               | A small constituency, located in the centre of the county to the south of two equally small constituencies.                                                                       |
| Dewsbury CC                             | 81,343   | 3,321    |                     | Paula Sherriff‡     |            | Beth Prescott†       |                               | A small constituency, situated in the centre of the county to the west of two similarly-sized constituencies.                                                                     |
| Elmet and Rothwell CC                   | 80,291   | 9,805    |                     | Alec Shelbrooke†    |            | David Nagle‡         |                               | A small-to-medium-sized constituency in the north of the county. |
| Halifax BC                              | 71,224   | 5,376    |                     | Holly Lynch‡        |            | Chris Pearson†       |                               | A medium-sized constituency situated in the north west of the county. |
| Hemsworth CC                            | 71,870   | 10,174   |                     | Jon Trickett‡       |            | Mike Jordan†         |                               | A very large constituency. It consists of the eastern portion of the county. It also includes the entirety of a second, smaller county, located to the east of the larger county. |
| Huddersfield BC                         | 67,037   | 12,005   |                     | Barry Sheerman‡     |            | Scott Bentley†       |                               | A large constituency in the south of the county. |
| Keighley CC                             | 71,429   | 249      |                     | John Grogan‡        |            | Kris Hopkins†        |                               | A small constituency, situated in the centre of the county to the west of two similarly-sized constituencies.                                                                     |
| Leeds Central BC                        | 89,537   | 23,698   |                     | Hilary Benn‡        |            | Gareth Davies†       |                               | A small-to-medium-sized constituency in the north of the county. |
| Leeds East BC                           | 65,950   | 12,752   |                     | Richard Burgon‡     |            | Matthew Robinson†    |                               | A medium-sized constituency situated in the north west of the county. |
| Leeds North East BC                     | 70,112   | 16,991   |                     | Fabian Hamilton‡    |            | Ryan Stephenson†     |                               | A very large constituency. It consists of the eastern portion of the county. It also includes the entirety of a second, smaller county, located to the east of the larger county. |
| Leeds North West BC                     | 68,152   | 4,224    |                     | Alex Sobel‡         |            | Greg Mulholland¤     |                               | A large constituency in the south of the county. |
| Leeds West BC                           | 67,955   | 15,965   |                     | Rachel Reeves‡      |            | Zoe Metcalfe†        |                               | A large constituency in the south of the county. |
| Morley and Outwood CC                   | 76,495   | 2,104    |                     | Andrea Jenkyns†     |            | Neil Dawson‡         |                               | A small-to-medium-sized constituency in the north of the county. |
| Normanton, Pontefract and Castleford CC | 81,641   | 14,499   |                     | Yvette Cooper‡      |            | Andrew Lee†          |                               | A medium-sized constituency situated in the north west of the county. |
| Pudsey BC                               | 72,622   | 331      |                     | Stuart Andrew†      |            | Ian McCargo‡         |                               | A very large constituency. It consists of the eastern portion of the county. It also includes the entirety of a second, smaller county, located to the east of the larger county. |
| Shipley CC                              | 73,133   | 4,681    |                     | Philip Davies†      |            | Steve Clapcote‡      |                               | A large constituency in the south of the county. |
| Wakefield CC                            | 70,340   | 2,176    |                     | Mary Creagh‡        |            | Antony Calvert†      |                               | A large constituency in the south of the county. |

## Résultats

1983
1987
1992
1997
2001
2005
2010
2015
2017

## Changement proposé en 2016
Dans le cadre du sixième examen périodique des circonscriptions électorales de Westminster proposé en 2016, la Commissions de délimitation proposé les circonscriptions suivantes couvrant la région du Yorkshire de l'Ouest.

### Couvrant la City de Bradford
- Bradford North
- Bradford South
- Bradford South East and Spen
- Keighley
- Lower Calder
- Pudsey
- Shipley

### Couvrant Calderdale
- Halifax and North Calderdale
- South Calderdale and Queensbury

### Couvrant Kirklees
- Batley and Morley
- Bradford South East and Spen
- Colne Valley
- Dewsbury
- Huddersfield

### Couvrant la City de Leeds
- Batley and Morley
- Elmet and Rothwell
- Leeds Central
- Leeds East
- Leeds North East
- Leeds North West
- Pudsey
- Shipley

### Couvrant la City de Wakefield
- Barnsley East and Hemsworth
- Normanton, Pontefract and Castleford
- Wakefield
- Wakefield Rural

## 1997-2010 Circonscription
1. Batley and Spen BC
2. Bradford North BC
3. Bradford South BC
4. Bradford West BC
5. Calder Valley CC
6. Colne Valley CC
7. Dewsbury CC
8. Elmet CC
9. Halifax BC
10. Hemsworth CC
11. Huddersfield BC
12. Keighley CC
13. Leeds Central BC
14. Leeds East BC
15. Leeds North East BC
16. Leeds North West BC
17. Leeds West BC
18. Morley and Rothwell BC
19. Normanton CC
20. Pontefract and Castleford CC
21. Pudsey BC
22. Shipley CC
23. Wakefield CC

## Représentation historique par parti
Les données fournies concernent la West Riding of Yorkshire avant 1983. Une cellule marquée d'un → (avec un arrière-plan de couleur différente de la cellule précédente) indique que le MP précédent a continué à siéger sous un nouveau parti.

### 1885 à 1918

#### Zones actuellement dans le North Yorkshire
| Circonscription | 1885      | 1886     | 1892     | 1895     | 1900    | 05      | 1906     | Jan 1910 | Dec 1910 |
| --------------- | --------- | -------- | -------- | -------- | ------- | ------- | -------- | -------- | -------- |
| Barkston Ash    | Gunter    | Gunter   | Gunter   | Gunter   | Gunter  | Andrews | Lane-Fox | Lane-Fox | Lane-Fox |
| Ripon           | Harker    | Wharton  | Wharton  | Wharton  | Wharton | Wharton | Lynch    | Wood     | Wood     |
| Skipton         | M. Wilson | Morrison | Roundell | Morrison | Thomson | Thomson | Clough   | Clough   | Clough   |

#### Zones actuellement dans le Yorkshire de l'Ouest
| Circonscription  | 1885        | 86           | 1886         | 88           | 1892         | 92           | 93           | 93           | 95           | 1895                     | 96                       | 97                       | 99                       | 1900                     | 02         | 04         | 05         | 1906            | 06              | 07              | 08              | 09              | Jan 1910        | Dec 1910        | 11              | 15              | 16              | 17              | 18              |
| ---------------- | ----------- | ------------ | ------------ | ------------ | ------------ | ------------ | ------------ | ------------ | ------------ | ------------------------ | ------------------------ | ------------------------ | ------------------------ | ------------------------ | ---------- | ---------- | ---------- | --------------- | --------------- | --------------- | --------------- | --------------- | --------------- | --------------- | --------------- | --------------- | --------------- | --------------- | --------------- |
| Wakefield        | Green       | Green        | Green        | Green        | Charlesworth | Charlesworth | Charlesworth | Charlesworth | Charlesworth | W. Wentworth-Fitzwilliam | W. Wentworth-Fitzwilliam | W. Wentworth-Fitzwilliam | W. Wentworth-Fitzwilliam | W. Wentworth-Fitzwilliam | Brotherton | Brotherton | Brotherton | Brotherton      | Brotherton      | Brotherton      | Brotherton      | Brotherton      | Brotherton      | Marshall        | Marshall        | Marshall        | Marshall        | Marshall        | Marshall        |
| Leeds Central    | Balfour     | Balfour      | Balfour      | Balfour      | Balfour      | Balfour      | Balfour      | Balfour      | Balfour      | Balfour                  | Balfour                  | Balfour                  | Balfour                  | Balfour                  | Balfour    | Balfour    | Balfour    | Armitage        | Armitage        | Armitage        | Armitage        | Armitage        | Armitage        | Armitage        | Armitage        | Armitage        | Armitage        | Armitage        | Armitage        |
| Leeds East       | Dawson      | Dawson       | Gane         | Gane         | Gane         | Gane         | Gane         | Gane         | Leuty        | Leuty                    | Leuty                    | Leuty                    | Leuty                    | Cautley                  | Cautley    | Cautley    | Cautley    | O'Grady         | O'Grady         | O'Grady         | O'Grady         | O'Grady         | O'Grady         | O'Grady         | O'Grady         | O'Grady         | O'Grady         | O'Grady         | O'Grady         |
| Bradford East    | Holden      | Holden       | Reed         | Reed         | Caine        | Caine        | Caine        | Caine        | Caine        | Reed                     | Greville                 | Greville                 | Greville                 | Greville                 | Greville   | Greville   | Greville   | Priestley       | Priestley       | Priestley       | Priestley       | Priestley       | Priestley       | Priestley       | Priestley       | Priestley       | Priestley       | Priestley       | Priestley       |
| Bradford West    | Illingworth | Illingworth  | Illingworth  | Illingworth  | Illingworth  | Illingworth  | Illingworth  | Illingworth  | Illingworth  | Flower                   | Flower                   | Flower                   | Flower                   | Flower                   | Flower     | Flower     | Flower     | Jowett          | Jowett          | Jowett          | Jowett          | Jowett          | Jowett          | Jowett          | Jowett          | Jowett          | Jowett          | Jowett          | Jowett          |
| Leeds North      | Jackson     | Jackson      | Jackson      | Jackson      | Jackson      | Jackson      | Jackson      | Jackson      | Jackson      | Jackson                  | Jackson                  | Jackson                  | Jackson                  | Jackson                  | R. Barran  | R. Barran  | R. Barran  | R. Barran       | R. Barran       | R. Barran       | R. Barran       | R. Barran       | R. Barran       | R. Barran       | R. Barran       | R. Barran       | R. Barran       | R. Barran       | R. Barran       |
| Otley            | Fairbairn   | Fairbairn    | J. Barran    | J. Barran    | J. Barran    | J. Barran    | J. Barran    | J. Barran    | J. Barran    | Wyvill                   | Wyvill                   | Wyvill                   | Wyvill                   | Duncan                   | Duncan     | Duncan     | Duncan     | Duncan          | Duncan          | Duncan          | Duncan          | Duncan          | Duncan          | Duncan          | Duncan          | Duncan          | Duncan          | Duncan          | Duncan          |
| Halifax          | Stansfeld   | Stansfeld    | Stansfeld    | Stansfeld    | Stansfeld    | Stansfeld    | Stansfeld    | Stansfeld    | Stansfeld    | Arnold                   | Arnold                   | Arnold                   | Arnold                   | Crossley                 | Crossley   | Crossley   | Crossley   | Parker          | Parker          | Parker          | Parker          | Parker          | Parker          | Parker          | Parker          | Parker          | Parker          | Parker          | Parker          |
| Halifax          | T. Shaw     | T. Shaw      | T. Shaw      | T. Shaw      | T. Shaw      | T. Shaw      | W. Shaw      | W. Shaw      | W. Shaw      | W. Shaw                  | W. Shaw                  | Billson                  | Billson                  | Whitley                  | Whitley    | Whitley    | Whitley    | Whitley         | Whitley         | Whitley         | Whitley         | Whitley         | Whitley         | Whitley         | Whitley         | Whitley         | Whitley         | Whitley         | Whitley         |
| Pontefract       | Winn        | Winn         | Winn         | Winn         | Winn         | Winn         | Reckitt (en) | Nussey       | Nussey       | Nussey                   | Nussey                   | Nussey                   | Nussey                   | Nussey                   | Nussey     | Nussey     | Nussey     | Nussey          | Nussey          | Nussey          | Nussey          | Nussey          | Nussey          | Booth           | Booth           | Booth           | Booth           | Booth           | Booth           |
| Bradford Central | Forster     | Shaw-Lefevre | Shaw-Lefevre | Shaw-Lefevre | Shaw-Lefevre | Shaw-Lefevre | Shaw-Lefevre | Shaw-Lefevre | Shaw-Lefevre | Wanklyn                  | Wanklyn                  | Wanklyn                  | Wanklyn                  | Wanklyn                  | Wanklyn    | Wanklyn    | Wanklyn    | Robertson       | Robertson       | Robertson       | Robertson       | Robertson       | Robertson       | Robertson       | Robertson       | Robertson       | Hill            | Hill            | Hill            |
| Shipley          | Craven      | Craven       | Craven       | Craven       | Byles        | Byles        | Byles        | Byles        | Byles        | Flannery                 | Flannery                 | Flannery                 | Flannery                 | Flannery                 | Flannery   | Flannery   | Flannery   | Illingworth     | Illingworth     | Illingworth     | Illingworth     | Illingworth     | Illingworth     | Illingworth     | Illingworth     | Partington      | Partington      | Partington      | Partington      |
| Colne Valley     | Beaumont    | Beaumont     | →            | →            | Kitson       | Kitson       | Kitson       | Kitson       | Kitson       | Kitson                   | Kitson                   | Kitson                   | Kitson                   | Kitson                   | Kitson     | Kitson     | Kitson     | Kitson          | Kitson          | Grayson         | Grayson         | Grayson         | Leach           | Leach           | Leach           | Leach           | Mallalieu       | Mallalieu       | Mallalieu       |
| Huddersfield     | Leatham     | Leatham      | Summers      | Summers      | Summers      | Summers      | Crosland     | Crosland     | Crosland     | Woodhouse                | Woodhouse                | Woodhouse                | Woodhouse                | Woodhouse                | Woodhouse  | Woodhouse  | Woodhouse  | Woodhouse       | Sherwell        | Sherwell        | Sherwell        | Sherwell        | Sherwell        | Sherwell        | Sherwell        | Sherwell        | Sherwell        | Sherwell        | Sherwell        |
| Pudsey           | Priestley   | Priestley    | Priestley    | Priestley    | Priestley    | Priestley    | Priestley    | Priestley    | Priestley    | Priestley                | Priestley                | Priestley                | Priestley                | Whiteley                 | Whiteley   | Whiteley   | Whiteley   | Whiteley        | Whiteley        | Whiteley        | Oddy            | Oddy            | Ogden           | Ogden           | Ogden           | Ogden           | Ogden           | Ogden           | Ogden           |
| Sowerby          | Crossley    | Crossley     | Crossley     | Crossley     | Mellor       | Mellor       | Mellor       | Mellor       | Mellor       | Mellor                   | Mellor                   | Mellor                   | Mellor                   | Mellor                   | Mellor     | Higham     | Higham     | Higham          | Higham          | Higham          | Higham          | Higham          | Higham          | Higham          | Higham          | Higham          | Higham          | Higham          | Higham          |
| Dewsbury         | Simon       | Simon        | Simon        | Oldroyd      | Oldroyd      | Oldroyd      | Oldroyd      | Oldroyd      | Oldroyd      | Oldroyd                  | Oldroyd                  | Oldroyd                  | Oldroyd                  | Oldroyd                  | Runciman   | Runciman   | Runciman   | Runciman        | Runciman        | Runciman        | Runciman        | Runciman        | Runciman        | Runciman        | Runciman        | Runciman        | Runciman        | Runciman        | Runciman        |
| Spen Valley      | Woodhead    | Woodhead     | Woodhead     | Woodhead     | Whittaker    | Whittaker    | Whittaker    | Whittaker    | Whittaker    | Whittaker                | Whittaker                | Whittaker                | Whittaker                | Whittaker                | Whittaker  | Whittaker  | Whittaker  | Whittaker       | Whittaker       | Whittaker       | Whittaker       | Whittaker       | Whittaker       | Whittaker       | Whittaker       | Whittaker       | Whittaker       | Whittaker       | Whittaker       |
| Elland           | Wayman      | Wayman       | Wayman       | Wayman       | Wayman       | Wayman       | Wayman       | Wayman       | Wayman       | Wayman                   | Wayman                   | Wayman                   | Trevelyan                | Trevelyan                | Trevelyan  | Trevelyan  | Trevelyan  | Trevelyan       | Trevelyan       | Trevelyan       | Trevelyan       | Trevelyan       | Trevelyan       | Trevelyan       | Trevelyan       | Trevelyan       | Trevelyan       | Trevelyan       | Trevelyan       |
| Osgoldcross      | Ramsden     | →            | Austin       | Austin       | Austin       | Austin       | Austin       | Austin       | Austin       | Austin                   | Austin                   | Austin                   | →                        | →                        | →          | →          | →          | Compton-Rickett | Compton-Rickett | Compton-Rickett | Compton-Rickett | Compton-Rickett | Compton-Rickett | Compton-Rickett | Compton-Rickett | Compton-Rickett | Compton-Rickett | Compton-Rickett | Compton-Rickett |
| Leeds South      | Playfair    | Playfair     | Playfair     | Playfair     | Playfair     | Walton       | Walton       | Walton       | Walton       | Walton                   | Walton                   | Walton                   | Walton                   | Walton                   | Walton     | Walton     | Walton     | Walton          | Walton          | Walton          | Middlebrook     | Middlebrook     | Middlebrook     | Middlebrook     | Middlebrook     | Middlebrook     | Middlebrook     | Middlebrook     | Middlebrook     |
| Keighley         | Holden      | Holden       | Holden       | Holden       | Holden       | Holden       | Holden       | Holden       | Holden       | Brigg                    | Brigg                    | Brigg                    | Brigg                    | Brigg                    | Brigg      | Brigg      | Brigg      | Brigg           | Brigg           | Brigg           | Brigg           | Brigg           | Brigg           | Brigg           | Buckmaster      | Smith           | Smith           | Smith           | Somervell       |
| Leeds West       | Gladstone   | Gladstone    | Gladstone    | Gladstone    | Gladstone    | Gladstone    | Gladstone    | Gladstone    | Gladstone    | Gladstone                | Gladstone                | Gladstone                | Gladstone                | Gladstone                | Gladstone  | Gladstone  | Gladstone  | Gladstone       | Gladstone       | Gladstone       | Gladstone       | Gladstone       | Harvey          | Harvey          | Harvey          | Harvey          | Harvey          | Harvey          | Harvey          |
| Morley           | Gaskell     | Gaskell      | Gaskell      | Gaskell      | Hutton       | Hutton       | Hutton       | Hutton       | Hutton       | Hutton                   | Hutton                   | Hutton                   | Hutton                   | Hutton                   | Hutton     | Hutton     | Hutton     | Hutton          | Hutton          | Hutton          | Hutton          | Hutton          | France          | France          | France          | France          | France          | France          | France          |
| Normanton        | Pickard     | Pickard      | Pickard      | Pickard      | Pickard      | Pickard      | Pickard      | Pickard      | Pickard      | Pickard                  | Pickard                  | Pickard                  | Pickard                  | Pickard                  | Pickard    | Parrott    | Hall       | Hall            | Hall            | Hall            | Hall            | →               | →               | →               | →               | →               | →               | →               | →               |

#### Zones actuellement dans le South Yorkshire
| Circonscription       | 1885             | 1886             | 88                       | 89                       | 1892             | 94               | 1895             | 97               | 99               | 1900             | 02             | 1906           | 08             | 09             | Jan 1910       | 10             | Dec 1910       | 12             | 14             | 15             | 16           | 17           |
| --------------------- | ---------------- | ---------------- | ------------------------ | ------------------------ | ---------------- | ---------------- | ---------------- | ---------------- | ---------------- | ---------------- | -------------- | -------------- | -------------- | -------------- | -------------- | -------------- | -------------- | -------------- | -------------- | -------------- | ------------ | ------------ |
| Doncaster             | Shirley          | Shirley          | H. Wentworth-FitzWilliam | H. Wentworth-FitzWilliam | Fleming          | Fleming          | Fison            | Fison            | Fison            | Fison            | Fison          | C. Nicholson   | C. Nicholson   | C. Nicholson   | C. Nicholson   | C. Nicholson   | C. Nicholson   | C. Nicholson   | C. Nicholson   | C. Nicholson   | C. Nicholson | C. Nicholson |
| Rotherham             | Dyke Acland      | Dyke Acland      | Dyke Acland              | Dyke Acland              | Dyke Acland      | Dyke Acland      | Dyke Acland      | Dyke Acland      | Holland          | Holland          | Holland        | Holland        | Holland        | Holland        | Holland        | Pease          | Pease          | Pease          | Pease          | Pease          | Pease        | Richardson   |
| Barnsley              | Kenny            | Kenny            | Kenny                    | Compton                  | Compton          | Compton          | Compton          | Walton           | Walton           | Walton           | Walton         | Walton         | Walton         | Walton         | Walton         | Walton         | Walton         | Walton         | Walton         | Walton         | Walton       | Walton       |
| Sheffield Attercliffe | Coleridge        | Coleridge        | Coleridge                | Coleridge                | Coleridge        | Langley          | Langley          | Langley          | Langley          | Langley          | Langley        | Langley        | Langley        | Pointer        | Pointer        | Pointer        | Pointer        | Pointer        | Anderson       | Anderson       | Anderson     | Anderson     |
| Sheffield Brightside  | Mundella         | Mundella         | Mundella                 | Mundella                 | Mundella         | Mundella         | Mundella         | Maddison         | Maddison         | Hope             | Hope           | Walters        | Walters        | Walters        | Walters        | Walters        | Walters        | Walters        | Walters        | Walters        | Walters      | Walters      |
| Sheffield Central     | Vincent          | Vincent          | Vincent                  | Vincent                  | Vincent          | Vincent          | Vincent          | Vincent          | Vincent          | Vincent          | Vincent        | Vincent        | Hope           | Hope           | Hope           | Hope           | Hope           | Hope           | Hope           | Hope           | Hope         | Hope         |
| Sheffield Ecclesall   | Ashmead-Bartlett | Ashmead-Bartlett | Ashmead-Bartlett         | Ashmead-Bartlett         | Ashmead-Bartlett | Ashmead-Bartlett | Ashmead-Bartlett | Ashmead-Bartlett | Ashmead-Bartlett | Ashmead-Bartlett | Roberts        | Roberts        | Roberts        | Roberts        | Roberts        | Roberts        | Roberts        | Roberts        | Roberts        | Roberts        | Roberts      | Roberts      |
| Sheffield Hallam      | Stuart-Wortley   | Stuart-Wortley   | Stuart-Wortley           | Stuart-Wortley           | Stuart-Wortley   | Stuart-Wortley   | Stuart-Wortley   | Stuart-Wortley   | Stuart-Wortley   | Stuart-Wortley   | Stuart-Wortley | Stuart-Wortley | Stuart-Wortley | Stuart-Wortley | Stuart-Wortley | Stuart-Wortley | Stuart-Wortley | Stuart-Wortley | Stuart-Wortley | Stuart-Wortley | Fisher       | Fisher       |
| Hallamshire           | Mappin           | Mappin           | Mappin                   | Mappin                   | Mappin           | Mappin           | Mappin           | Mappin           | Mappin           | Mappin           | Mappin         | Wadsworth      | Wadsworth      | Wadsworth      | →              | →              | →              | →              | →              | →              | →            | →            |
| Holmfirth             | H. Wilson        | H. Wilson        | H. Wilson                | H. Wilson                | H. Wilson        | H. Wilson        | H. Wilson        | H. Wilson        | H. Wilson        | H. Wilson        | H. Wilson      | H. Wilson      | H. Wilson      | H. Wilson      | H. Wilson      | H. Wilson      | H. Wilson      | Arnold         | Arnold         | Arnold         | Arnold       | Arnold       |

### 1918 à 1950
| Circonscription         | 1918            | 19              | 21             | 1922               | 23                 | 1923        | 1924        | 25          | 28          | 1929           | 29             | 30             | 31             | 1931              | 32                | 33                | 34                | 1935         | 38           | 39           | 40              | 41              | 42              | 44              | 1945           | 46             | 47             | 49             |
| ----------------------- | --------------- | --------------- | -------------- | ------------------ | ------------------ | ----------- | ----------- | ----------- | ----------- | -------------- | -------------- | -------------- | -------------- | ----------------- | ----------------- | ----------------- | ----------------- | ------------ | ------------ | ------------ | --------------- | --------------- | --------------- | --------------- | -------------- | -------------- | -------------- | -------------- |
| Barkston Ash            | Lane-Fox        | Lane-Fox        | Lane-Fox       | Lane-Fox           | Lane-Fox           | Lane-Fox    | Lane-Fox    | Lane-Fox    | Lane-Fox    | Lane-Fox       | Lane-Fox       | Lane-Fox       | Lane-Fox       | Ropner            | Ropner            | Ropner            | Ropner            | Ropner       | Ropner       | Ropner       | Ropner          | Ropner          | Ropner          | Ropner          | Ropner         | Ropner         | Ropner         | Ropner         |
| Ripon                   | Wood            | Wood            | Wood           | Wood               | Wood               | Wood        | Wood        | J. Hills    | J. Hills    | J. Hills       | J. Hills       | J. Hills       | J. Hills       | J. Hills          | J. Hills          | J. Hills          | J. Hills          | J. Hills     | J. Hills     | York         | York            | York            | York            | York            | York           | York           | York           | York           |
| Sheffield, Ecclesall    | S. Roberts      | S. Roberts      | S. Roberts     | S. Roberts         | S. Roberts         | Harland     | Harland     | Harland     | Harland     | S. Roberts jnr | S. Roberts jnr | S. Roberts jnr | S. Roberts jnr | S. Roberts jnr    | S. Roberts jnr    | S. Roberts jnr    | S. Roberts jnr    | Ellis        | Ellis        | Ellis        | Ellis           | Ellis           | Ellis           | Ellis           | P. Roberts     | P. Roberts     | P. Roberts     | P. Roberts     |
| Sheffield, Hallam       | Vickers         | Vickers         | Vickers        | Sykes              | Sykes              | Sykes       | Sykes       | Sykes       | L. Smith    | L. Smith       | L. Smith       | L. Smith       | L. Smith       | L. Smith          | L. Smith          | L. Smith          | L. Smith          | L. Smith     | L. Smith     | Jennings     | Jennings        | Jennings        | Jennings        | Jennings        | Jennings       | Jennings       | Jennings       | Jennings       |
| Skipton                 | Roundell        | Roundell        | Roundell       | Roundell           | Roundell           | Roundell    | Bird        | Bird        | Bird        | Bird           | Bird           | Bird           | Bird           | Bird              | Bird              | Rickards          | Rickards          | Rickards     | Rickards     | Rickards     | Rickards        | Rickards        | Rickards        | Lawson          | Drayson        | Drayson        | Drayson        | Drayson        |
| Pudsey and Otley        | Barrand         | Barrand         | Barrand        | Fawkes             | Fawkes             | Watson      | Watson      | Watson      | Watson      | Gibson         | Gibson         | Gibson         | Gibson         | Gibson            | Gibson            | Gibson            | Gibson            | Gibson       | Gibson       | Gibson       | Gibson          | Gibson          | Gibson          | Gibson          | Stoddart-Scott | Stoddart-Scott | Stoddart-Scott | Stoddart-Scott |
| Leeds North             | Farquharson     | Farquharson     | Farquharson    | Butler             | Butler             | Beckett     | Beckett     | Beckett     | Beckett     | Peake          | Peake          | Peake          | Peake          | Peake             | Peake             | Peake             | Peake             | Peake        | Peake        | Peake        | Peake           | Peake           | Peake           | Peake           | Peake          | Peake          | Peake          | Peake          |
| Leeds North East        | Birchall        | Birchall        | Birchall       | Birchall           | Birchall           | Birchall    | Birchall    | Birchall    | Birchall    | Birchall       | Birchall       | Birchall       | Birchall       | Birchall          | Birchall          | Birchall          | Birchall          | Birchall     | Birchall     | Birchall     | Craik-Henderson | Craik-Henderson | Craik-Henderson | Craik-Henderson | Bacon          | Bacon          | Bacon          | Bacon          |
| Sheffield, Central      | Hope            | Hope            | Hope           | Hope               | Hope               | Hope        | Hope        | Hope        | Hope        | Hoffman        | Hoffman        | Hoffman        | Hoffman        | Boulton           | Boulton           | Boulton           | Boulton           | Boulton      | Boulton      | Boulton      | Boulton         | Boulton         | Boulton         | Boulton         | Morris         | Morris         | Morris         | Morris         |
| Bradford North          | Boyd-Carpenter  | Boyd-Carpenter  | Boyd-Carpenter | Boyd-Carpenter     | Boyd-Carpenter     | Rea         | E. Ramsden  | E. Ramsden  | E. Ramsden  | Angell         | Angell         | Angell         | Angell         | Ramsden           | Ramsden           | Ramsden           | Ramsden           | Ramsden      | Ramsden      | Ramsden      | Ramsden         | Ramsden         | Ramsden         | Ramsden         | Nichol         | Nichol         | Nichol         | Nichol         |
| Leeds Central           | Armitage        | Armitage        | Armitage       | Willey             | Wilson             | Wilson      | Wilson      | Wilson      | Wilson      | Denman         | Denman         | Denman         | →              | →                 | →                 | →                 | →                 | →            | →            | →            | →               | →               | →               | →               | Porter         | Porter         | Porter         | Porter         |
| Sowerby                 | Barker          | Barker          | Barker         | Simpson-Hinchliffe | Simpson-Hinchliffe | A. Williams | Shaw        | Shaw        | Shaw        | Tout           | Tout           | Tout           | Tout           | McCorquodale      | McCorquodale      | McCorquodale      | McCorquodale      | McCorquodale | McCorquodale | McCorquodale | McCorquodale    | McCorquodale    | McCorquodale    | McCorquodale    | Belcher        | Belcher        | Belcher        | Houghton       |
| Elland                  | G. Ramsden      | G. Ramsden      | G. Ramsden     | Robinson           | Robinson           | Kay         | Robinson    | Robinson    | Robinson    | Buxton         | Buxton         | Buxton         | Buxton         | Levy              | Levy              | Levy              | Levy              | Levy         | Levy         | Levy         | Levy            | Levy            | Levy            | Levy            | Cobb           | Cobb           | Cobb           | Cobb           |
| Leeds West              | Harvey          | Harvey          | Harvey         | →                  | →                  | Stamford    | Stamford    | Stamford    | Stamford    | Stamford       | Stamford       | Stamford       | Stamford       | Adams             | Adams             | Adams             | Adams             | Adams        | Adams        | Adams        | Adams           | Adams           | Adams           | Adams           | Stamford       | Stamford       | Stamford       | Pannell        |
| Huddersfield            | Sykes           | Sykes           | Sykes          | Marshall           | Marshall           | Hudson      | Hudson      | Hudson      | Hudson      | Hudson         | Hudson         | Hudson         | Hudson         | Mabane            | Mabane            | Mabane            | Mabane            | Mabane       | Mabane       | Mabane       | Mabane          | Mabane          | Mabane          | Mabane          | J. Mallalieu   | J. Mallalieu   | J. Mallalieu   | J. Mallalieu   |
| Halifax                 | Whitley         | Whitley         | →              | →                  | →                  | →           | →           | →           | Longbottom  | Longbottom     | Longbottom     | Longbottom     | Longbottom     | Gledhill          | Gledhill          | Gledhill          | Gledhill          | Gledhill     | Gledhill     | Gledhill     | Gledhill        | Gledhill        | Gledhill        | Gledhill        | Brook          | Brook          | Brook          | Brook          |
| Bradford East           | Loseby          | Loseby          | Loseby         | Jowett             | Jowett             | Jowett      | Fenby       | Fenby       | Fenby       | Jowett         | Jowett         | Jowett         | Jowett         | Hepworth          | Hepworth          | Hepworth          | Hepworth          | Hepworth     | Hepworth     | Hepworth     | Hepworth        | Hepworth        | Hepworth        | Hepworth        | McLeavy        | McLeavy        | McLeavy        | McLeavy        |
| Shipley                 | Rae             | Rae             | Rae            | Rae                | Rae                | Mackinder   | Mackinder   | Mackinder   | Mackinder   | Mackinder      | Mackinder      | Lockwood       | Lockwood       | Lockwood          | Lockwood          | Lockwood          | Lockwood          | Creech Jones | Creech Jones | Creech Jones | Creech Jones    | Creech Jones    | Creech Jones    | Creech Jones    | Creech Jones   | Creech Jones   | Creech Jones   | Creech Jones   |
| Wakefield               | Brotherton      | Brotherton      | Brotherton     | Ellis              | Ellis              | Sherwood    | Ellis       | Ellis       | Ellis       | Sherwood       | Sherwood       | Sherwood       | Sherwood       | Hillman           | Greenwood         | Greenwood         | Greenwood         | Greenwood    | Greenwood    | Greenwood    | Greenwood       | Greenwood       | Greenwood       | Greenwood       | Greenwood      | Greenwood      | Greenwood      | Greenwood      |
| Sheffield, Park         | Stephenson      | Stephenson      | Stephenson     | →                  | →                  | Deans       | Deans       | Deans       | Deans       | Lathan         | Lathan         | Lathan         | Lathan         | Benn              | Benn              | Benn              | Benn              | Lathan       | Lathan       | Lathan       | Lathan          | Lathan          | Burden          | Burden          | Burden         | Burden         | Burden         | Burden         |
| Rotherham               | Kelley          | Kelley          | Kelley         | Kelley             | Kelley             | Lindley     | Lindley     | Lindley     | Lindley     | Lindley        | Lindley        | Lindley        | Lindley        | Herbert           | Herbert           | Dobbie            | Dobbie            | Dobbie       | Dobbie       | Dobbie       | Dobbie          | Dobbie          | Dobbie          | Dobbie          | Dobbie         | Dobbie         | Dobbie         | Dobbie         |
| Bradford Central        | Ratcliffe       | Ratcliffe       | Ratcliffe      | Leach              | Leach              | Leach       | Gadie       | Gadie       | Gadie       | Leach          | Leach          | Leach          | Leach          | Eady              | Eady              | Eady              | Eady              | Leach        | Leach        | Leach        | Leach           | Leach           | Leach           | Leach           | Webb           | Webb           | Webb           | Webb           |
| Keighley                | Clough          | Clough          | Clough         | Lees-Smith         | Lees-Smith         | Pilkington  | Lees-Smith  | Lees-Smith  | Lees-Smith  | Lees-Smith     | Lees-Smith     | Lees-Smith     | Lees-Smith     | Harvie-Watt       | Harvie-Watt       | Harvie-Watt       | Harvie-Watt       | Lees-Smith   | Lees-Smith   | Lees-Smith   | Lees-Smith      | Lees-Smith      | Bulmer-Thomas   | Bulmer-Thomas   | Bulmer-Thomas  | Bulmer-Thomas  | Bulmer-Thomas  | →              |
| Pontefract              | Compton-Rickett | Compton-Rickett | Forrest        | T. Smith           | T. Smith           | T. Smith    | Brooke      | Brooke      | Brooke      | T. Smith       | T. Smith       | T. Smith       | T. Smith       | Sotheron-Estcourt | Sotheron-Estcourt | Sotheron-Estcourt | Sotheron-Estcourt | A. Hills     | A. Hills     | A. Hills     | A. Hills        | Barstow         | Barstow         | Barstow         | Barstow        | Barstow        | Barstow        | Barstow        |
| Sheffield, Hillsborough | Neal            | Neal            | Neal           | Alexander          | Alexander          | Alexander   | Alexander   | Alexander   | Alexander   | Alexander      | Alexander      | Alexander      | Alexander      | Braithwaite       | Braithwaite       | Braithwaite       | Braithwaite       | Alexander    | Alexander    | Alexander    | Alexander       | Alexander       | Alexander       | Alexander       | Alexander      | Alexander      | Alexander      | Alexander      |
| Sheffield Attercliffe   | Casey           | Casey           | Casey          | Wilson             | Wilson             | Wilson      | Wilson      | Wilson      | Wilson      | Wilson         | Wilson         | Wilson         | Wilson         | Pike              | Pike              | Pike              | Pike              | Wilson       | Wilson       | Wilson       | Wilson          | Wilson          | Wilson          | Hynd            | Hynd           | Hynd           | Hynd           | Hynd           |
| Sheffield, Brightside   | Walters         | Walters         | Walters        | Ponsonby           | Ponsonby           | Ponsonby    | Ponsonby    | Ponsonby    | Ponsonby    | Ponsonby       | Ponsonby       | Marshall       | Marshall       | Russell           | Russell           | Russell           | Russell           | Marshall     | Marshall     | Marshall     | Marshall        | Marshall        | Marshall        | Marshall        | Marshall       | Marshall       | Marshall       | Marshall       |
| Penistone               | Arnold          | Arnold          | Gillis         | Pringle            | Pringle            | Pringle     | R. Smith    | R. Smith    | R. Smith    | R. Smith       | R. Smith       | R. Smith       | R. Smith       | Glossop           | Glossop           | Glossop           | Glossop           | McGhee       | McGhee       | McGhee       | McGhee          | McGhee          | McGhee          | McGhee          | McGhee         | McGhee         | McGhee         | McGhee         |
| Leeds South             | Middlebrook     | Middlebrook     | Middlebrook    | Charleton          | Charleton          | Charleton   | Charleton   | Charleton   | Charleton   | Charleton      | Charleton      | Charleton      | Charleton      | Whiteside         | Whiteside         | Whiteside         | Whiteside         | Charleton    | Charleton    | Charleton    | Charleton       | Charleton       | Charleton       | Charleton       | Gaitskell      | Gaitskell      | Gaitskell      | Gaitskell      |
| Doncaster               | R. Nicholson    | R. Nicholson    | R. Nicholson   | W. Paling          | W. Paling          | W. Paling   | W. Paling   | W. Paling   | W. Paling   | W. Paling      | W. Paling      | W. Paling      | W. Paling      | Molson            | Molson            | Molson            | Molson            | Short        | Morgan       | Morgan       | Morgan          | Walkden         | Walkden         | Walkden         | Walkden        | Walkden        | →              | →              |
| Barnsley                | Joseph Walton   | Joseph Walton   | Joseph Walton  | Potts              | Potts              | Potts       | Potts       | Potts       | Potts       | Potts          | Potts          | Potts          | Potts          | Soper             | Soper             | Soper             | Soper             | Potts        | Collindridge | Collindridge | Collindridge    | Collindridge    | Collindridge    | Collindridge    | Collindridge   | Collindridge   | Collindridge   | Collindridge   |
| Batley and Morley       | France          | France          | France         | Turner             | Turner             | Turner      | Forrest     | Forrest     | Forrest     | Turner         | Turner         | Turner         | Turner         | Wills             | Wills             | Wills             | Wills             | Brooke       | Brooke       | Beaumont     | Beaumont        | Beaumont        | Beaumont        | Beaumont        | Beaumont       | Beaumont       | Beaumont       | Broughton      |
| Bradford South          | Willey          | Willey          | Willey         | Spencer            | Spencer            | Spencer     | Hirst       | Hirst       | Hirst       | Hirst          | Hirst          | Hirst          | Hirst          | Holdsworth        | Holdsworth        | Holdsworth        | Holdsworth        | Holdsworth   | →            | →            | →               | →               | →               | →               | Titterington   | Titterington   | Titterington   | Craddock       |
| Dewsbury                | Pickering       | Pickering       | Pickering      | Riley              | Riley              | Harvey      | Riley       | Riley       | Riley       | Riley          | Riley          | Riley          | Riley          | Rea               | Rea               | Rea               | Rea               | Riley        | Riley        | Riley        | Riley           | Riley           | Riley           | Riley           | W. T. Paling   | W. T. Paling   | W. T. Paling   | W. T. Paling   |
| Colne Valley            | F. Mallalieu    | F. Mallalieu    | F. Mallalieu   | Snowden            | Snowden            | Snowden     | Snowden     | Snowden     | Snowden     | Snowden        | Snowden        | Snowden        | →              | E. Mallalieu      | E. Mallalieu      | E. Mallalieu      | E. Mallalieu      | Marklew      | Marklew      | Hall         | Hall            | Hall            | Hall            | Hall            | Hall           | Hall           | Hall           | Hall           |
| Don Valley              | James Walton    | James Walton    | James Walton   | T. Williams        | T. Williams        | T. Williams | T. Williams | T. Williams | T. Williams | T. Williams    | T. Williams    | T. Williams    | T. Williams    | T. Williams       | T. Williams       | T. Williams       | T. Williams       | T. Williams  | T. Williams  | T. Williams  | T. Williams     | T. Williams     | T. Williams     | T. Williams     | T. Williams    | T. Williams    | T. Williams    | T. Williams    |
| Hemsworth               | Guest           | Guest           | Guest          | Guest              | Guest              | Guest       | Guest       | Guest       | Guest       | Guest          | Guest          | Guest          | Guest          | Price             | Price             | Price             | Griffiths         | Griffiths    | Griffiths    | Griffiths    | Griffiths       | Griffiths       | Griffiths       | Griffiths       | Griffiths      | Holmes         | Holmes         | Holmes         |
| Leeds South East        | O'Grady         | O'Grady         | O'Grady        | O'Grady            | O'Grady            | O'Grady     | Slesser     | Slesser     | Slesser     | Slesser        | Milner         | Milner         | Milner         | Milner            | Milner            | Milner            | Milner            | Milner       | Milner       | Milner       | Milner          | Milner          | Milner          | Milner          | Milner         | Milner         | Milner         | Milner         |
| Normanton               | Hall            | Hall            | Hall           | Hall               | Hall               | Hall        | Hall        | Hall        | Hall        | Hall           | Hall           | Hall           | Hall           | Hall              | Hall              | T. Smith          | T. Smith          | T. Smith     | T. Smith     | T. Smith     | T. Smith        | T. Smith        | T. Smith        | T. Smith        | T. Smith       | T. Smith       | Sylvester      | Sylvester      |
| Rother Valley           | Grundy          | Grundy          | Grundy         | Grundy             | Grundy             | Grundy      | Grundy      | Grundy      | Grundy      | Grundy         | Grundy         | Grundy         | Grundy         | Grundy            | Grundy            | Grundy            | Grundy            | Dunn         | Dunn         | Dunn         | Dunn            | Dunn            | Dunn            | Dunn            | Griffiths      | Griffiths      | Griffiths      | Griffiths      |
| Rothwell                | Lunn            | Lunn            | Lunn           | Lunn               | Lunn               | Lunn        | Lunn        | Lunn        | Lunn        | Lunn           | Lunn           | Lunn           | Lunn           | Lunn              | Lunn              | Lunn              | Lunn              | Lunn         | Lunn         | Lunn         | Lunn            | Lunn            | Brooks          | Brooks          | Brooks         | Brooks         | Brooks         | Brooks         |
| Spen Valley             | Whittaker       | Myers           | Myers          | Simon              | Simon              | Simon       | Simon       | Simon       | Simon       | Simon          | Simon          | Simon          | →              | →                 | →                 | →                 | →                 | →            | →            | →            | Woolley         | Woolley         | Woolley         | Woolley         | Sharp          | Sharp          | Sharp          | Sharp          |
| Wentworth               | Hirst           | Hirst           | Hirst          | Hirst              | Hirst              | Hirst       | Hirst       | Hirst       | Hirst       | Hirst          | Hirst          | Hirst          | Hirst          | Hirst             | Hirst             | W. Paling         | W. Paling         | W. Paling    | W. Paling    | W. Paling    | W. Paling       | W. Paling       | W. Paling       | W. Paling       | W. Paling      | W. Paling      | W. Paling      | W. Paling      |
| Circonscription         | 1918            | 19              | 21             | 1922               | 23                 | 1923        | 1924        | 25          | 28          | 1929           | 29             | 30             | 31             | 1931              | 32                | 33                | 34                | 1935         | 38           | 39           | 40              | 41              | 42              | 44              | 1945           | 46             | 47             | 49             |

### 1950 à 1983
| Circonscription                  | 1950           | 50             | 1951           | 52             | 53             | 54             | 1955           | 56             | 59             | 1959           | 60             | 62             | 63             | 1964           | 1966           | 68             | 1970           | 73            | Fev 1974      | Oct 1974      | 76            | 78            | 1979          | 81            |
| -------------------------------- | -------------- | -------------- | -------------- | -------------- | -------------- | -------------- | -------------- | -------------- | -------------- | -------------- | -------------- | -------------- | -------------- | -------------- | -------------- | -------------- | -------------- | ------------- | ------------- | ------------- | ------------- | ------------- | ------------- | ------------- |
| Leeds North                      | Peake          | Peake          | Peake          | Peake          | Peake          | Peake          |                |                |                |                |                |                |                |                |                |                |                |               |               |               |               |               |               |               |
| Barkston Ash                     | Ropner         | Ropner         | Ropner         | Ropner         | Ropner         | Ropner         | Ropner         | Ropner         | Ropner         | Ropner         | Ropner         | Ropner         | Ropner         | Alison         | Alison         | Alison         | Alison         | Alison        | Alison        | Alison        | Alison        | Alison        | Alison        | Alison        |
| Leeds North West                 | Kaberry        | Kaberry        | Kaberry        | Kaberry        | Kaberry        | Kaberry        | Kaberry        | Kaberry        | Kaberry        | Kaberry        | Kaberry        | Kaberry        | Kaberry        | Kaberry        | Kaberry        | Kaberry        | Kaberry        | Kaberry       | Kaberry       | Kaberry       | Kaberry       | Kaberry       | Kaberry       | Kaberry       |
| Harrogate                        | York           | York           | York           | York           | York           | Ramsden        | Ramsden        | Ramsden        | Ramsden        | Ramsden        | Ramsden        | Ramsden        | Ramsden        | Ramsden        | Ramsden        | Ramsden        | Ramsden        | Ramsden       | Banks         | Banks         | Banks         | Banks         | Banks         | Banks         |
| Pudsey                           | Banks          | Banks          | Banks          | Banks          | Banks          | Banks          | Banks          | Banks          | Banks          | Hiley          | Hiley          | Hiley          | Hiley          | Hiley          | Hiley          | Hiley          | Hiley          | Hiley         | Shaw          | Shaw          | Shaw          | Shaw          | Shaw          | Shaw          |
| Ripon                            | Stoddart-Scott | Stoddart-Scott | Stoddart-Scott | Stoddart-Scott | Stoddart-Scott | Stoddart-Scott | Stoddart-Scott | Stoddart-Scott | Stoddart-Scott | Stoddart-Scott | Stoddart-Scott | Stoddart-Scott | Stoddart-Scott | Stoddart-Scott | Stoddart-Scott | Stoddart-Scott | Stoddart-Scott | Austick       | Hampson       | Hampson       | Hampson       | Hampson       | Hampson       | Hampson       |
| Sheffield Hallam                 | Jennings       | Jennings       | Jennings       | Jennings       | Jennings       | Jennings       | Jennings       | Jennings       | Jennings       | Osborn         | Osborn         | Osborn         | Osborn         | Osborn         | Osborn         | Osborn         | Osborn         | Osborn        | Osborn        | Osborn        | Osborn        | Osborn        | Osborn        | Osborn        |
| Shipley                          | Hirst          | Hirst          | Hirst          | Hirst          | Hirst          | Hirst          | Hirst          | Hirst          | Hirst          | Hirst          | Hirst          | Hirst          | Hirst          | Hirst          | Hirst          | Hirst          | Fox            | Fox           | Fox           | Fox           | Fox           | Fox           | Fox           | Fox           |
| Skipton                          | Drayson        | Drayson        | Drayson        | Drayson        | Drayson        | Drayson        | Drayson        | Drayson        | Drayson        | Drayson        | Drayson        | Drayson        | Drayson        | Drayson        | Drayson        | Drayson        | Drayson        | Drayson       | Drayson       | Drayson       | Drayson       | Drayson       | Watson        | Watson        |
| Leeds North East                 | Bacon          | Bacon          | Bacon          | Bacon          | Bacon          | Bacon          | Peake          | Joseph         | Joseph         | Joseph         | Joseph         | Joseph         | Joseph         | Joseph         | Joseph         | Joseph         | Joseph         | Joseph        | Joseph        | Joseph        | Joseph        | Joseph        | Joseph        | Joseph        |
| Sheffield Heeley                 | Roberts        | Roberts        | Roberts        | Roberts        | Roberts        | Roberts        | Roberts        | Roberts        | Roberts        | Roberts        | Roberts        | Roberts        | Roberts        | Roberts        | Hooley         | Hooley         | Spence         | Spence        | Hooley        | Hooley        | Hooley        | Hooley        | Hooley        | Hooley        |
| Bradford North                   | Taylor         | Taylor         | Taylor         | Taylor         | Taylor         | Taylor         | Taylor         | Taylor         | Taylor         | Taylor         | Taylor         | Taylor         | Taylor         | Ford           | Ford           | Ford           | Ford           | Ford          | Ford          | Ford          | Ford          | Ford          | Ford          | Ford          |
| Doncaster                        | Gunter         | Gunter         | Barber         | Barber         | Barber         | Barber         | Barber         | Barber         | Barber         | Barber         | Barber         | Barber         | Barber         | Walker         | Walker         | Walker         | Walker         | Walker        | Walker        | Walker        | Walker        | Walker        | Walker        | Walker        |
| Halifax                          | Brook          | Brook          | Brook          | Brook          | Brook          | Brook          | Macmillan      | Macmillan      | Macmillan      | Macmillan      | Macmillan      | Macmillan      | Macmillan      | Summerskill    | Summerskill    | Summerskill    | Summerskill    | Summerskill   | Summerskill   | Summerskill   | Summerskill   | Summerskill   | Summerskill   | Summerskill   |
| Bradford Central / Brad W (1955) | Webb           | Webb           | Webb           | Webb           | Webb           | Webb           | Tiley          | Tiley          | Tiley          | Tiley          | Tiley          | Tiley          | Tiley          | Tiley          | Haseldine      | Haseldine      | Wilkinson      | Wilkinson     | Lyons         | Lyons         | Lyons         | Lyons         | Lyons         | →             |
| Keighley                         | Hobson         | Hobson         | Hobson         | Hobson         | Hobson         | Hobson         | Hobson         | Hobson         | Hobson         | Worsley        | Worsley        | Worsley        | Worsley        | Binns          | Binns          | Binns          | Hall           | Hall          | Cryer         | Cryer         | Cryer         | Cryer         | Cryer         | Cryer         |
| Brighouse and Spenborough        | Cobb           | Edwards        | Edwards        | Edwards        | Edwards        | Edwards        | Edwards        | Edwards        | Edwards        | Edwards        | Shaw           | Shaw           | Shaw           | Jackson        | Jackson        | Jackson        | Proudfoot      | Proudfoot     | Jackson       | Jackson       | Jackson       | Jackson       | Waller        | Waller        |
| Huddersfield West                | Wade           | Wade           | Wade           | Wade           | Wade           | Wade           | Wade           | Wade           | Wade           | Wade           | Wade           | Wade           | Wade           | Lomas          | Lomas          | Lomas          | Lomas          | Lomas         | Lomas         | Lomas         | Lomas         | Lomas         | Dickens       | Dickens       |
| Sowerby                          | Houghton       | Houghton       | Houghton       | Houghton       | Houghton       | Houghton       | Houghton       | Houghton       | Houghton       | Houghton       | Houghton       | Houghton       | Houghton       | Houghton       | Houghton       | Houghton       | Houghton       | Houghton      | Madden        | Madden        | Madden        | Madden        | Thompson      | Thompson      |
| Colne Valley                     | Hall           | Hall           | Hall           | Hall           | Hall           | Hall           | Hall           | Hall           | Hall           | Hall           | Hall           | Hall           | Duffy          | Duffy          | R. Wainwright  | R. Wainwright  | Clark          | Clark         | R. Wainwright | R. Wainwright | R. Wainwright | R. Wainwright | R. Wainwright | R. Wainwright |
| Barnsley                         | Collindridge   | Collindridge   | Schofield      | Schofield      | Mason          | Mason          | Mason          | Mason          | Mason          | Mason          | Mason          | Mason          | Mason          | Mason          | Mason          | Mason          | Mason          | Mason         | Mason         | Mason         | Mason         | Mason         | Mason         | Mason         |
| Batley and Morley                | Broughton      | Broughton      | Broughton      | Broughton      | Broughton      | Broughton      | Broughton      | Broughton      | Broughton      | Broughton      | Broughton      | Broughton      | Broughton      | Broughton      | Broughton      | Broughton      | Broughton      | Broughton     | Broughton     | Broughton     | Broughton     | Broughton     | Woolmer       | Woolmer       |
| Bradford South                   | Craddock       | Craddock       | Craddock       | Craddock       | Craddock       | Craddock       | Craddock       | Craddock       | Craddock       | Craddock       | Craddock       | Craddock       | Craddock       | Craddock       | Craddock       | Craddock       | Torney         | Torney        | Torney        | Torney        | Torney        | Torney        | Torney        | Torney        |
| Dearne Valley                    | W. Paling      | W. Paling      | W. Paling      | W. Paling      | W. Paling      | W. Paling      | W. Paling      | W. Paling      | W. Paling      | E. Wainwright  | E. Wainwright  | E. Wainwright  | E. Wainwright  | E. Wainwright  | E. Wainwright  | E. Wainwright  | E. Wainwright  | E. Wainwright | E. Wainwright | E. Wainwright | E. Wainwright | E. Wainwright | E. Wainwright | E. Wainwright |
| Dewsbury                         | W. T. Paling   | W. T. Paling   | W. T. Paling   | W. T. Paling   | W. T. Paling   | W. T. Paling   | W. T. Paling   | W. T. Paling   | W. T. Paling   | Ginsburg       | Ginsburg       | Ginsburg       | Ginsburg       | Ginsburg       | Ginsburg       | Ginsburg       | Ginsburg       | Ginsburg      | Ginsburg      | Ginsburg      | Ginsburg      | Ginsburg      | Ginsburg      | →             |
| Don Valley                       | Williams       | Williams       | Williams       | Williams       | Williams       | Williams       | Williams       | Williams       | Williams       | Kelley         | Kelley         | Kelley         | Kelley         | Kelley         | Kelley         | Kelley         | Kelley         | Kelley        | Kelley        | Kelley        | Kelley        | Kelley        | Welsh         | Welsh         |
| Hemsworth                        | Holmes         | Holmes         | Holmes         | Holmes         | Holmes         | Holmes         | Holmes         | Holmes         | Holmes         | Beaney         | Beaney         | Beaney         | Beaney         | Beaney         | Beaney         | Beaney         | Beaney         | Beaney        | Woodall       | Woodall       | Woodall       | Woodall       | Woodall       | Woodall       |
| Huddersfield East                | J. Mallalieu   | J. Mallalieu   | J. Mallalieu   | J. Mallalieu   | J. Mallalieu   | J. Mallalieu   | J. Mallalieu   | J. Mallalieu   | J. Mallalieu   | J. Mallalieu   | J. Mallalieu   | J. Mallalieu   | J. Mallalieu   | J. Mallalieu   | J. Mallalieu   | J. Mallalieu   | J. Mallalieu   | J. Mallalieu  | J. Mallalieu  | J. Mallalieu  | J. Mallalieu  | J. Mallalieu  | Sheerman      | Sheerman      |
| Leeds South                      | Gaitskell      | Gaitskell      | Gaitskell      | Gaitskell      | Gaitskell      | Gaitskell      | Gaitskell      | Gaitskell      | Gaitskell      | Gaitskell      | Gaitskell      | Gaitskell      | Rees           | Rees           | Rees           | Rees           | Rees           | Rees          | Rees          | Rees          | Rees          | Rees          | Rees          | Rees          |
| Leeds South East                 | Milner         | Milner         | Milner         | Healey         | Healey         | Healey         | Bacon          | Bacon          | Bacon          | Bacon          | Bacon          | Bacon          | Bacon          | Bacon          | Bacon          | Bacon          | Cohen          | Cohen         | Cohen         | Cohen         | Cohen         | Cohen         | Cohen         | Cohen         |
| Leeds West                       | Pannell        | Pannell        | Pannell        | Pannell        | Pannell        | Pannell        | Pannell        | Pannell        | Pannell        | Pannell        | Pannell        | Pannell        | Pannell        | Pannell        | Pannell        | Pannell        | Pannell        | Pannell       | Dean          | Dean          | Dean          | Dean          | Dean          | Dean          |
| Normanton                        | Brooks         | Brooks         | Roberts        | Roberts        | Roberts        | Roberts        | Roberts        | Roberts        | Roberts        | Roberts        | Roberts        | Roberts        | Roberts        | Roberts        | Roberts        | Roberts        | Roberts        | Roberts       | Roberts       | Roberts       | Roberts       | Roberts       | Roberts       | Roberts       |
| Penistone                        | McGhee         | McGhee         | McGhee         | McGhee         | McGhee         | McGhee         | McGhee         | McGhee         | Mendelson      | Mendelson      | Mendelson      | Mendelson      | Mendelson      | Mendelson      | Mendelson      | Mendelson      | Mendelson      | Mendelson     | Mendelson     | Mendelson     | Mendelson     | McKay         | McKay         | McKay         |
| Pontefract / & Castleford (1974) | Sylvester      | Sylvester      | Sylvester      | Sylvester      | Sylvester      | Sylvester      | Sylvester      | Sylvester      | Sylvester      | Sylvester      | Sylvester      | Harper         | Harper         | Harper         | Harper         | Harper         | Harper         | Harper        | Harper        | Harper        | Harper        | Lofthouse     | Lofthouse     | Lofthouse     |
| Rother Valley                    | Griffiths      | Griffiths      | Griffiths      | Griffiths      | Griffiths      | Griffiths      | Griffiths      | Griffiths      | Griffiths      | Griffiths      | Griffiths      | Griffiths      | Griffiths      | Griffiths      | Griffiths      | Griffiths      | Hardy          | Hardy         | Hardy         | Hardy         | Hardy         | Hardy         | Hardy         | Hardy         |
| Rotherham                        | Jones          | Jones          | Jones          | Jones          | Jones          | Jones          | Jones          | Jones          | Jones          | Jones          | Jones          | Jones          | O'Malley       | O'Malley       | O'Malley       | O'Malley       | O'Malley       | O'Malley      | O'Malley      | O'Malley      | Crowther      | Crowther      | Crowther      | Crowther      |
| Sheffield Attercliffe            | Hynd           | Hynd           | Hynd           | Hynd           | Hynd           | Hynd           | Hynd           | Hynd           | Hynd           | Hynd           | Hynd           | Hynd           | Hynd           | Hynd           | Hynd           | Hynd           | Duffy          | Duffy         | Duffy         | Duffy         | Duffy         | Duffy         | Duffy         | Duffy         |
| Sheffield Brightside             | Winterbottom   | Winterbottom   | Winterbottom   | Winterbottom   | Winterbottom   | Winterbottom   | Winterbottom   | Winterbottom   | Winterbottom   | Winterbottom   | Winterbottom   | Winterbottom   | Winterbottom   | Winterbottom   | Winterbottom   | Griffiths      | Griffiths      | Griffiths     | Griffiths     | Maynard       | Maynard       | Maynard       | Maynard       | Maynard       |
| Sheffield Hillsborough           | Darling        | Darling        | Darling        | Darling        | Darling        | Darling        | Darling        | Darling        | Darling        | Darling        | Darling        | Darling        | Darling        | Darling        | Darling        | Darling        | Darling        | Darling       | Flannery      | Flannery      | Flannery      | Flannery      | Flannery      | Flannery      |
| Sheffield Park                   | Mulley         | Mulley         | Mulley         | Mulley         | Mulley         | Mulley         | Mulley         | Mulley         | Mulley         | Mulley         | Mulley         | Mulley         | Mulley         | Mulley         | Mulley         | Mulley         | Mulley         | Mulley        | Mulley        | Mulley        | Mulley        | Mulley        | Mulley        | Mulley        |
| Wakefield                        | Greenwood      | Greenwood      | Greenwood      | Greenwood      | Greenwood      | Creech Jones   | Creech Jones   | Creech Jones   | Creech Jones   | Creech Jones   | Creech Jones   | Creech Jones   | Creech Jones   | Harrison       | Harrison       | Harrison       | Harrison       | Harrison      | Harrison      | Harrison      | Harrison      | Harrison      | Harrison      | Harrison      |
| Bradford East                    | McLeavy        | McLeavy        | McLeavy        | McLeavy        | McLeavy        | McLeavy        | McLeavy        | McLeavy        | McLeavy        | McLeavy        | McLeavy        | McLeavy        | McLeavy        | McLeavy        | Lyons          | Lyons          | Lyons          | Lyons         |               |               |               |               |               |               |
| Leeds East                       |                |                |                |                |                |                | Healey         | Healey         | Healey         | Healey         | Healey         | Healey         | Healey         | Healey         | Healey         | Healey         | Healey         | Healey        | Healey        | Healey        | Healey        | Healey        | Healey        | Healey        |
| Leeds Central                    | Porter         | Porter         | Porter         | Porter         | Porter         | Porter         |                |                |                |                |                |                |                |                |                |                |                |               |               |               |               |               |               |               |
| Sheffield Neepsend               | Morris         | Soskice        | Soskice        | Soskice        | Soskice        | Soskice        |                |                |                |                |                |                |                |                |                |                |                |               |               |               |               |               |               |               |

### 1983 à aujourd’hui
| Circonscription                                                   | 1983        | 1987       | 90         | 91         | 1992       | 94         | 96         | 1997       | 99         | 2001       | 2005       | 2010       | 12         | 2015       | 16         | 16         | 2017       |
| ----------------------------------------------------------------- | ----------- | ---------- | ---------- | ---------- | ---------- | ---------- | ---------- | ---------- | ---------- | ---------- | ---------- | ---------- | ---------- | ---------- | ---------- | ---------- | ---------- |
| Shipley                                                           | Fox         | Fox        | Fox        | Fox        | Fox        | Fox        | Fox        | Leslie     | Leslie     | Leslie     | Davies     | Davies     | Davies     | Davies     | Davies     | Davies     | Davies     |
| Calder Valley                                                     | Thompson    | Thompson   | Thompson   | Thompson   | Thompson   | Thompson   | Thompson   | McCafferty | McCafferty | McCafferty | McCafferty | Whittaker  | Whittaker  | Whittaker  | Whittaker  | Whittaker  | Whittaker  |
| Colne Valley                                                      | Wainwright  | Riddick    | Riddick    | Riddick    | Riddick    | Riddick    | Riddick    | Mountford  | Mountford  | Mountford  | Mountford  | McCartney  | McCartney  | McCartney  | McCartney  | McCartney  | Walker     |
| Keighley                                                          | Waller      | Waller     | Waller     | Waller     | Waller     | Waller     | Waller     | Cryer      | Cryer      | Cryer      | Cryer      | Hopkins    | Hopkins    | Hopkins    | Hopkins    | Hopkins    | Grogan     |
| Pudsey                                                            | Shaw        | Shaw       | Shaw       | Shaw       | Shaw       | Shaw       | Shaw       | Truswell   | Truswell   | Truswell   | Truswell   | Andrew     | Andrew     | Andrew     | Andrew     | Andrew     | Andrew     |
| Elmet / Elmet and Rothwell (depuis 2010)                          | Batiste     | Batiste    | Batiste    | Batiste    | Batiste    | Batiste    | Batiste    | Burgon     | Burgon     | Burgon     | Burgon     | Shelbrooke | Shelbrooke | Shelbrooke | Shelbrooke | Shelbrooke | Shelbrooke |
| Leeds North West                                                  | Hampson     | Hampson    | Hampson    | Hampson    | Hampson    | Hampson    | Hampson    | Best       | Best       | Best       | Mulholland | Mulholland | Mulholland | Mulholland | Mulholland | Mulholland | Sobel      |
| Leeds North East                                                  | Joseph      | Kirkhope   | Kirkhope   | Kirkhope   | Kirkhope   | Kirkhope   | Kirkhope   | Hamilton   | Hamilton   | Hamilton   | Hamilton   | Hamilton   | Hamilton   | Hamilton   | Hamilton   | Hamilton   | Hamilton   |
| Batley and Spen                                                   | Peacock     | Peacock    | Peacock    | Peacock    | Peacock    | Peacock    | Peacock    | Wood       | Wood       | Wood       | Wood       | Wood       | Wood       | Cox        | Brabin     | Brabin     | Brabin     |
| Dewsbury                                                          | Whitfield   | Taylor     | Taylor     | Taylor     | Taylor     | Taylor     | Taylor     | Taylor     | Taylor     | Taylor     | Malik      | Reevell    | Reevell    | Sherriff   | Sherriff   | Sherriff   | Sherriff   |
| Halifax                                                           | Galley      | Mahon      | Mahon      | Mahon      | Mahon      | Mahon      | Mahon      | Mahon      | Mahon      | Mahon      | Riordan    | Riordan    | Riordan    | Lynch      | Lynch      | Lynch      | Lynch      |
| Bradford North / Bradford East (depuis 2010)                      | Lawler      | Wall       | Rooney     | Rooney     | Rooney     | Rooney     | Rooney     | Rooney     | Rooney     | Rooney     | Rooney     | Ward       | Ward       | Hussain    | Hussain    | Hussain    | Hussain    |
| Morley and Leeds South / M & Rothwell (1997) / M & Outwood (2010) | Rees        | Rees       | Rees       | Rees       | Gunnell    | Gunnell    | Gunnell    | Gunnell    | Gunnell    | Challen    | Challen    | Balls      | Balls      | Jenkyns    | Jenkyns    | Jenkyns    | Jenkyns    |
| Bradford South                                                    | Torney      | Cryer      | Cryer      | Cryer      | Cryer      | Sutcliffe  | Sutcliffe  | Sutcliffe  | Sutcliffe  | Sutcliffe  | Sutcliffe  | Sutcliffe  | Sutcliffe  | Cummins    | Cummins    | Cummins    | Cummins    |
| Bradford West                                                     | Madden      | Madden     | Madden     | Madden     | Madden     | Madden     | Madden     | Singh      | Singh      | Singh      | Singh      | Singh      | Galloway   | Shah       | Shah       | Shah       | Shah       |
| Hemsworth                                                         | Woodall     | Buckley    | Buckley    | Enright    | Enright    | Enright    | Trickett   | Trickett   | Trickett   | Trickett   | Trickett   | Trickett   | Trickett   | Trickett   | Trickett   | Trickett   | Trickett   |
| Huddersfield                                                      | Sheerman    | Sheerman   | Sheerman   | Sheerman   | Sheerman   | Sheerman   | Sheerman   | Sheerman   | Sheerman   | Sheerman   | Sheerman   | Sheerman   | Sheerman   | Sheerman   | Sheerman   | Sheerman   | Sheerman   |
| Leeds Central                                                     | Fatchett    | Fatchett   | Fatchett   | Fatchett   | Fatchett   | Fatchett   | Fatchett   | Fatchett   | Benn       | Benn       | Benn       | Benn       | Benn       | Benn       | Benn       | Benn       | Benn       |
| Leeds East                                                        | Healey      | Healey     | Healey     | Healey     | Mudie      | Mudie      | Mudie      | Mudie      | Mudie      | Mudie      | Mudie      | Mudie      | Mudie      | Burgon     | Burgon     | Burgon     | Burgon     |
| Leeds West                                                        | Meadowcroft | Battle     | Battle     | Battle     | Battle     | Battle     | Battle     | Battle     | Battle     | Battle     | Battle     | Reeves     | Reeves     | Reeves     | Reeves     | Reeves     | Reeves     |
| Pontefract and Castleford / Normanton, Pont & Castleford (2010)   | Lofthouse   | Lofthouse  | Lofthouse  | Lofthouse  | Lofthouse  | Lofthouse  | Lofthouse  | Cooper     | Cooper     | Cooper     | Cooper     | Cooper     | Cooper     | Cooper     | Cooper     | Cooper     | Cooper     |
| Wakefield                                                         | Harrison    | Hinchliffe | Hinchliffe | Hinchliffe | Hinchliffe | Hinchliffe | Hinchliffe | Hinchliffe | Hinchliffe | Hinchliffe | Creagh     | Creagh     | Creagh     | Creagh     | Creagh     | Creagh     | Creagh     |
| Normanton                                                         | O'Brien     | O'Brien    | O'Brien    | O'Brien    | O'Brien    | O'Brien    | O'Brien    | O'Brien    | O'Brien    | O'Brien    | Balls      |            |            |            |            |            |            |